# Famille Nordenskiöld
Cette page explique l’histoire ou répertorie les différents membres de la famille Nordenskiöld.
La famille Nordenskiöld ou Nordenskjöld (prononcer (/ˈnuːr.den.ʃœld/)) est une famille aristocrate de suédoise de Finlande.

## Histoire de la famille
La famille Nordenskiöld (orthographiée parfois en Nordenskjöld, Nordensköld) est issue de la noblesse suédoise dont l'ancêtre est un sous-officier du régiment d'Uppland basé à Uppsala, Erik Matsson, né en 1597 et originaire de Tierp. Son descendant Johan Eriksson Norberg (1660-1740) devient inspecteur-en-chef des mines de salpêtre en Finlande, alors province de la couronne suédoise et qui fera partie de l'Empire russe au début du XIXe siècle.
Ses fils Anders Johan Nordenberg et Karl Fredrik Nordenberg sont introduits à la cour du roi Adolphe-Frédéric, le 21 septembre 1751, et obtiennent la noblesse sous le nom de Nordenskiöld, titre enregistré à l'Assemblée de la noblesse le 8 juin 1752 sous le numéro 1912. Le fils de Karl Fredrik, Otto Henrik, devient chevalier en 1797 et baron en 1815 sous le nom de Nordenskjöld. Le petit-fils de Karl Fredrik, Otto Gustaf, confirme son titre de baron sous le nom de Nordensköld en 1841, de même Adolf Erik Nordenskiöld en 1880 (numéro 405).
La famille se fait immatriculer à l'Assemblée de la noblesse du grand-duché de Finlande, le 5 février 1818. Une branche se fait enregistrer à la noblesse du royaume de Prusse en 1894 sous le nom de von Nordenskjöld. Une partie de la famille retourne en Suède en 1917 après la révolution russe.

## Personnalités
- Anders Johan Nordenskiöld (1696-1753), militaire finno-suédois[1] ;
- August Nordenskiöld (1754-1792), alchimiste finno-suédois ;
- Adolf Erik Nordenskiöld (1832-1901), scientifique et explorateur finno-suédois, fils de Nils Gustaf ;
- Carl Fredrik Nordenskiöld (1702-1779), militaire suédois de Finlande[1] ;
- Carl Fredrik Nordenskiöld (1756-1828), auteur et mystique suédois de Finlande[2] ;
- Carl Reinhold Nordenskiöld (1791-1871), soldat finno-suédois[3] ;
- Erik Nordenskiöld (1872-1933), zoologiste et historien des sciences finno-suédois ;
- Erland Nordenskiöld (1877-1932), archéologue et anthropologue, fils d'Adolf Erik Nordenskiöld ;
- Fritjof von Nordenskjöld (1938-), ambassadeur allemand ;
- Gustaf Nordenskiöld (1868-1895), anthropologue et explorateur suédois de Finlande, fils d'Adolf Erik ;
- Nils Gustaf Nordenskiöld (1792-1866), minéralogiste et explorateur suédois de Finlande ;
- Nils Otto Gustaf Nordenskiöld (1869-1928), explorateur et géographe suédois neveu d'Adolf Nordenskiöld ;
- Otto Henrik Nordenskiöld (1747-1832), militaire suédois[2] ;
- Otto Gustaf Nordenskiöld (1780-1860), militaire suédois[3].